# Caja Seca
Caja Seca – miasto w Wenezueli, w gminie Sucre, w stanie Zulia.